# NGC 694
NGC 694 ist eine Balken-Spiralgalaxie vom Hubble-Typ SBcd im Sternbild Widder auf der Ekliptik. Sie ist schätzungsweise 137 Millionen Lichtjahre von der Milchstraße entfernt und hat einen Durchmesser von etwa 25.000 Lichtjahren. Sie ist Mitglied der zehn Galaxien umfassenden NGC 691-Gruppe (LGG 34).

Im gleichen Himmelsareal befinden sich u. a. die Galaxien NGC 680, NGC 691, IC 167, IC 1730.
Die Typ-IIP-Supernova SN 2014bu wurde hier beobachtet.
Das Objekt wurde am 2. Dezember 1861 vom deutsch-dänischen Astronomen Heinrich Louis d’Arrest entdeckt.